# 怀北镇
怀北镇，是中华人民共和国北京市怀柔区下辖的一个镇，位于怀柔区北部山区与平原的交汇点，111国道贯穿镇域南北。
怀北镇南部被规划为怀柔科学城北区，其中位于怀北庄村的中国科学院大学雁栖湖校区是科学城北区的重要组成部分。

## 行政区划
怀北镇下辖以下地区：
怀北铁路社区、西庄村、东庄村、怀北庄村、龙各庄村、神山村、邓各庄村、大水峪村、河防口村、椴树岭村和新峰村。